# Kajtuś czeka na święta
Kajtuś czeka na święta (ang. Caillou's Holiday Movie, 2003) – kanadyjski film animowany.

## Opis fabuły
W domu Kajtusia zimowy okres przedświąteczny jest wyjątkowo pracowity. Mały Kajtuś to rozumie i próbuje uczestniczyć w przygotowaniach, takich jak odśnieżanie samochodu i świąteczne prezenty dla całej rodziny. Kajtuś dowiaduje się również jak inne dzieci w innych miejscach na świecie obchodzą święta.

## Wersja polska
Wersja polska: GMC Studio

Udział wzięli:
- Julita Kożuszek-Borsuk
- Edyta Torhan
- Katarzyna Łukaszyńska
- Andrzej Chudy – Ojciec Kajtusia
- Dariusz Błażejewski